# 訃報 1998年9月
訃報 1998年9月（ふほう 1998ねん9がつ）では、1998年（平成10年）9月中に物故した、又は物故が報じられた人物についてまとめる。

## （1日 - 15日）

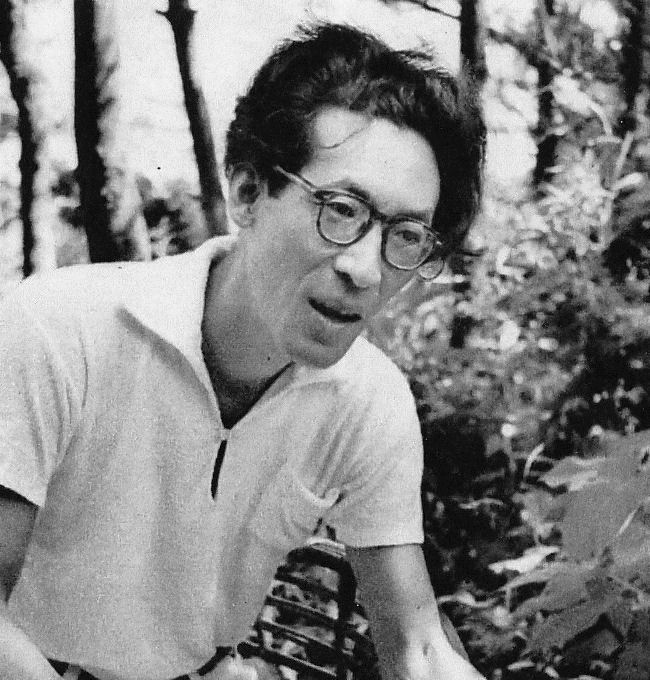
堀田善衛／9月5日没

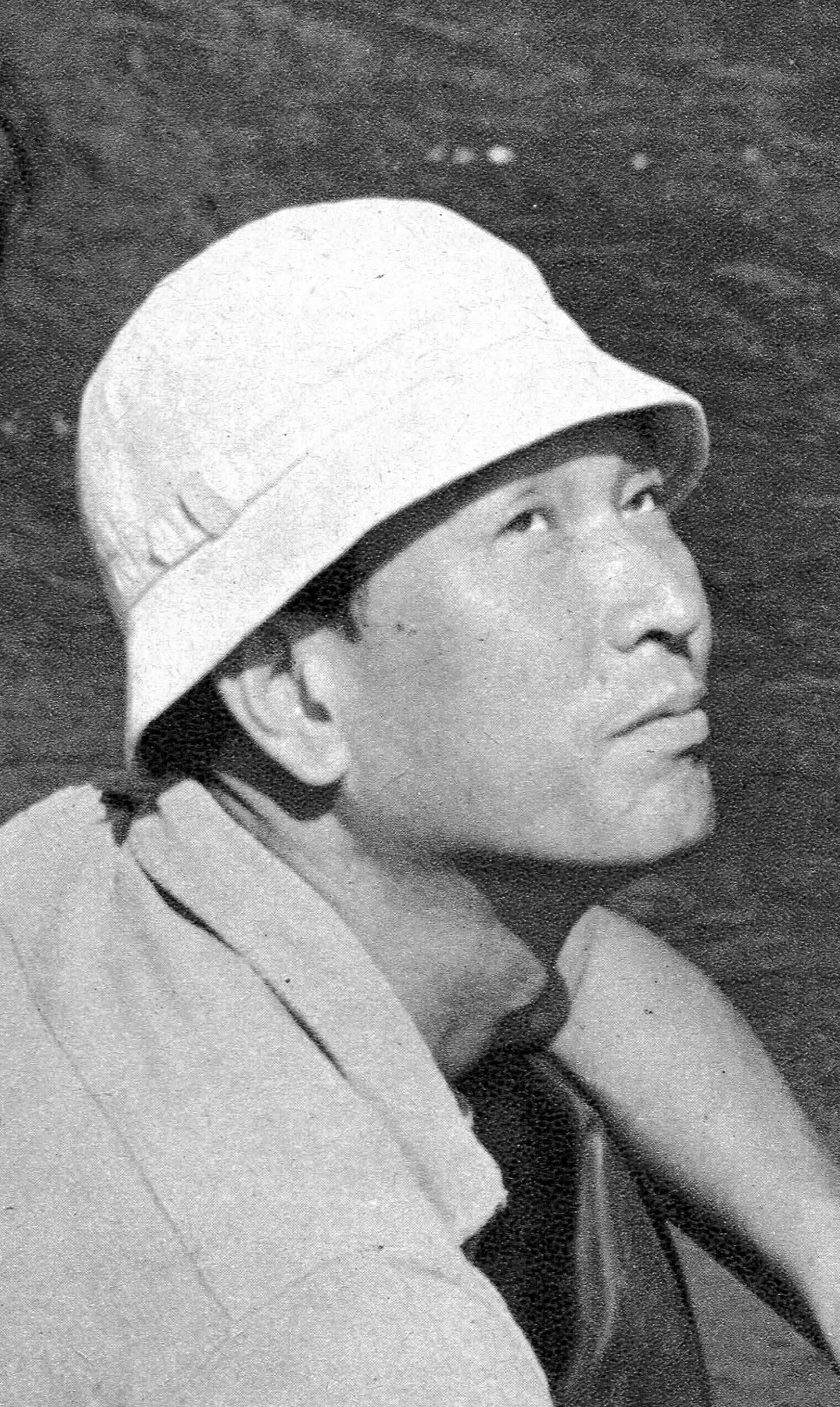
黒澤明／9月6日没

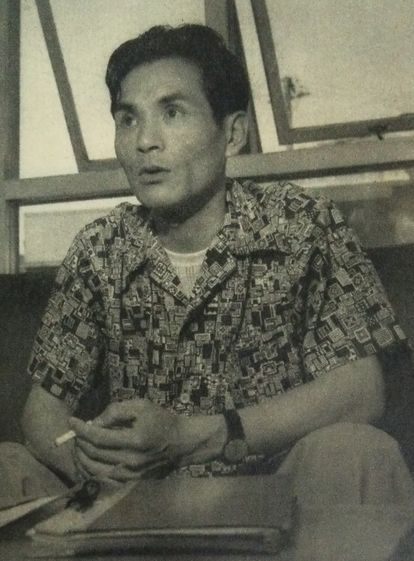
渡久地政信／9月13日没

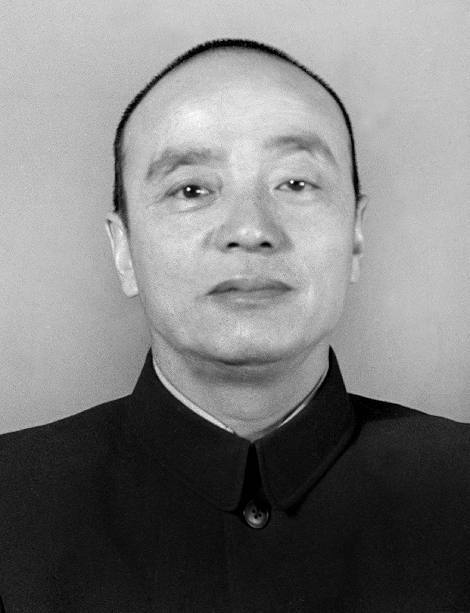
楊尚昆／9月14日没

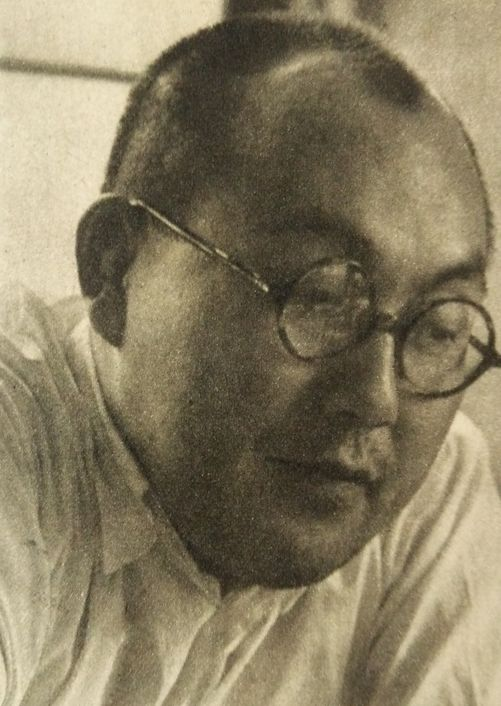
太田薫／9月14日没

- 9月3日 - 杉山真太郎、アナウンサー・ナレーター（* 1930年）
- 9月3日 - 椎橋重、俳優・声優（* 1948年)
- 9月5日 - 中村重光、政治家（* 1910年）
- 9月5日 - 堀田善衛、作家（* 1918年)
- 9月6日 - 黒澤明、映画監督（* 1910年)
- 9月12日 - 関根慶子、国文学者（* 1909年）
- 9月13日 - 渡久地政信、作曲家（* 1916年)
- 9月14日 - 楊尚昆、中華人民共和国主席（* 1907年)
- 9月14日 - 太田薫、総評議長（* 1912年)
- 9月15日 - 大塚勝夫、経済学者（* 1944年）

## （16日 - 30日）

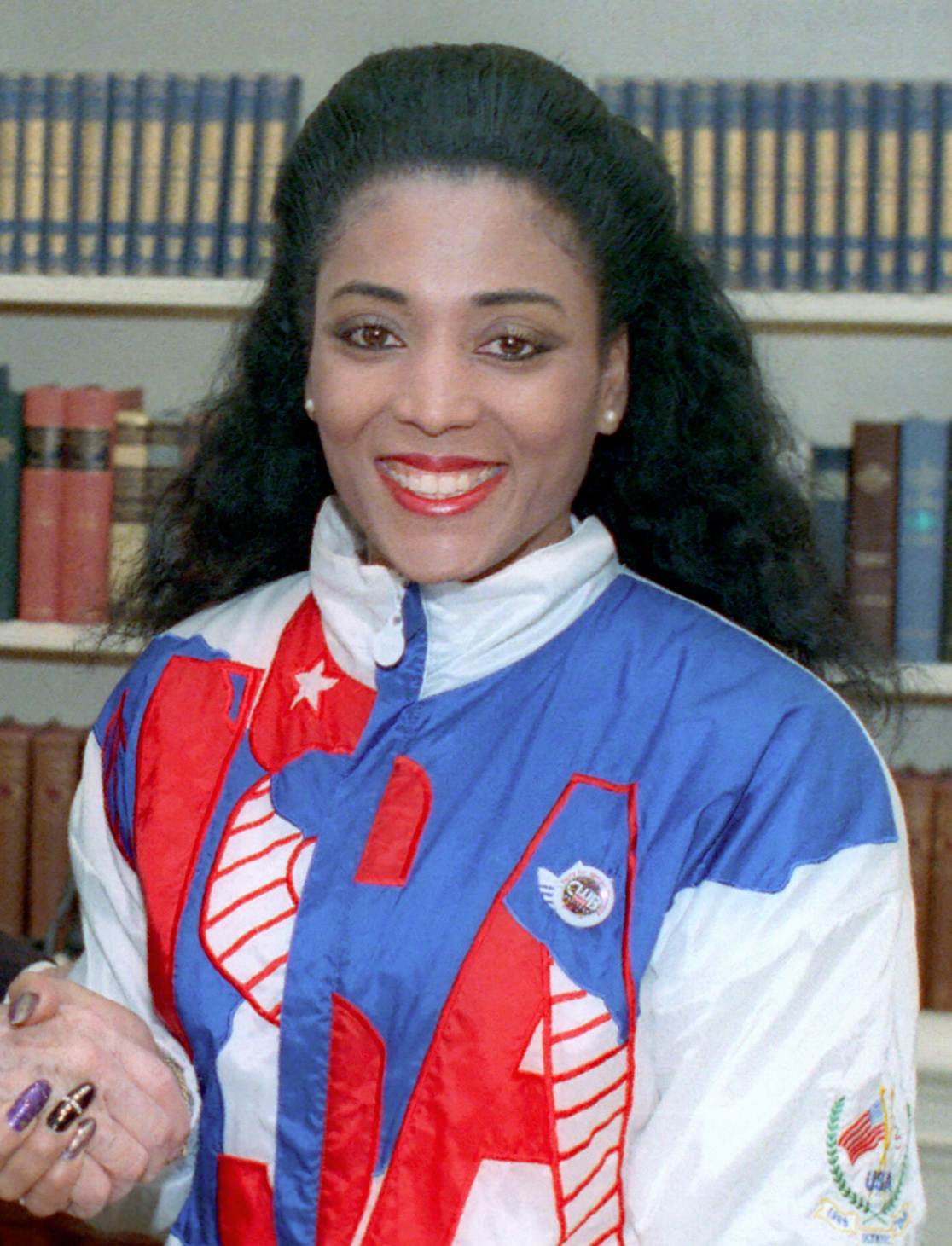
フローレンス・グリフィス＝ジョイナー／9月21日没

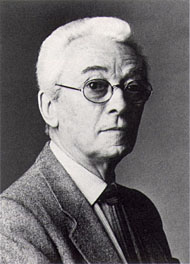
ブルーノ・ムナーリ／9月30日没

- 9月21日 - フローレンス・グリフィス＝ジョイナー、陸上選手（* 1959年)
- 9月23日 - ハル・松方・ライシャワー、エドウィン・O・ライシャワー夫人 （* 1915年)
- 9月23日 - 榎本美佐江、歌手（* 1924年)
- 9月25日 - 山野忠彦、樹医（* 1900年）
- 9月25日 - 世耕政隆、政治家・医学者・元自治大臣（* 1923年）
- 9月28日 - 秋山武史、俳優（* 1953年)
- 9月30日 - ブルーノ・ムナーリ、美術家（* 1907年)